# Karl Roy
Karl Roy (25 de mayo de 1968, Manila † 13 de marzo de 2012, Ciudad Quezón), fue un cantante de género rock filipino. Fue vocalista de las bandas musicales como Advent Call, Kapatid y P.O.T..

## Biografía
Karl Roy era hermano mayor de Kevin Roy, vocalista de la banda Razorback y el primo hermano de José "Judd" Roy III,, uno de los abogados de la defensa política de Filipinas, Presidente del Tribunal Supremo. Roy y sus demás hermanos se llamaban Brandon, Ralph, Keith, Krys y Kathryn. También es primo de Jack Roy Duavit. Su difunto abuelo paterno, José Roy, fue senador por Filipinas.
Roy también fue miembro de la fraternidad Tau Gamma Phi. Era descendiente de españoles.

## Carrera
Roy comenzó su carrera en la década de los años 1990 como vocalista del grupo Advent Call, pero no llegó a ser bien conocido por el público en general, hasta que después fundó otra banda musical que se llamaría P.O.T., un grupo de rock en 1996, que se hizo conocer con su gran éxito titulado "Yugyugan Na".  Cuando P.O.T. se disolvió oficialmente en 2005. Dos años antes, formó un nuevo grupo que se llamaría Kapatid, junto a Nathan Azarcón (bajo), J-Hoon Balbuena (batería), Ira Cruz (guitarra) y Chico Molina (guitarra). Con Kapatid, lanzó otros álbumes titulados "Kapatid" (2003) y "Luha" (2006).

## Vida personal
Roy tuvo una hija llamada Ariana (nacida en 1994), su única hija con su exesposa llamada María Nieves San Diego (Yvette).  Roy también fue famoso por su tatuaje. Tenía una amplia variedad de tatuajes y perforación de recolección en todo su cuerpo.

## Su muerte
Karl Roy falleció el 13 de marzo de 2012, en su casa a lado de su familia, al parecer fue víctima de un paro cardíaco, aunque se le diagnosticó un edema pulmonar. Antes de su muerte, fue trasladado de emergencia al cardenal Rufino Santos Hospital de Ciudad San Juan en Metro Manila, donde fue puesto en la UCI.